# Féroces Infirmes
Féroces Infirmes est le quatrième roman de l'écrivain français Alexis Jenni, publié en 2019 à Paris.

## Résumé
L'histoire met en parallèle les deux destins d'un père et de son fils, vivant dans le quartier de La Duchère à Lyon : le premier, appelé à servir en Algérie à la fin des années 1950, ancien soldat violent, membre activiste de l'OAS ; le second, son fils, forcé de vivre avec un vieillard infirme et raciste.

## Éditions
Édition imprimée originale
- Alexis Jenni, Féroces Infirmes, Paris, éd. Gallimard, coll. « Blanche », 7 mars 2019, 320 p., 140x205 mm (ISBN 9782072834332).